# Näsuddsberget
Näsuddsberget är ett naturreservat i Malå kommun i Västerbottens län.
Området är naturskyddat sedan 2001 och är 96 hektar stort. Reservatet omfattar nordsluttningen av berget ner mot Stora Skäppträsket och består av gammal barrskog.